# Lon3r Johny
João Freixo, mais conhecido pelo seu nome artístico LON3R JOHNY (nascido a 22 de março de 1994), é um rapper português.

## Carreira
Freixo começou a fazer música em 2012 como "Johny BK" e usava maioritariamente batidas boom bap. Em 2013 ele lançou a sua primeira faixa pública "Escolhas". Depois de algum tempo a viver em Londres, Freixo voltou a Portugal como "LON3R JOHNY" mostrando um novo estilo musical no seu EP de 2017, misturando Emo com Trap.
Ele ganhou reconhecimento nacional em 2018 quando se juntou à gravadora de ProfJam, Think Music.
Ele atuou no MEO Sudoeste 2019 no Estádio LG.
A 21 de outubro de 2020, ele deixou a Think Music pois a gravadora foi terminada semanas mais tarde em novembro.
Em outubro de 2022, LON3R lançou o seu segundo álbum "Vida Rockstar" no qual trouxe um novo estilo, rage trap, inspirado por rappers internacionais como Yeat.
Em julho de 2022, ele atuou no primeiro festival Rolling Loud na Europa, que teve a sua primeira localização em Portugal na Praia da Rocha, Portimão depois de ser cancelado nos dois anos passados pelas restrições de COVID-19.

## Discografia

### Álbuns
| Título             | Detalhes                                                                                               |
| ------------------ | --- |
| A Nave Vai Em Tour | Lançamento: 23 de abril de 2021 Gravadora: Sony Music Portugal Formatos: Download digital, Streaming   |
| Vida Rockstar      | Lançamento: 14 de outubro de 2022 Gravadora: Sony Music Portugal Formatos: Download digital, Streaming |

### Mixtapes
| Título                  | Detalhes                                                                                               |
| ----------------------- | --- |
| Dubai Tape (com Cripta) | Lançamento: 21 de outubro de 2021 Gravadora: Sony Music Portugal Formatos: Download digital, Streaming |

### Extended plays
| Título                     | Detalhes                                                                                            |
| -------------------------- | --------------------------------------------------------------------------------------------------- |
| Sangue Frio                | Lançamento: 26 de junho de 2017 Formatos: Download digital, Streaming                               |
| DARKSIDE                   | Lançamento: 3 de agosto de 2017 Formatos: Download digital, Streaming                               |
| Goth Lullaby               | Lançamento: 29 de abril de 2018 Gravadora: horrorclub Formatos: Download digital, Streaming         |
| ANTI$$OCIAL (com Plutónio) | Lançamento: 1 de abril de 2023 Gravadora: Sony Music Portugal Formatos: Download digital, Streaming |

### Singles

#### Como artista principal
| Título                                         | Ano  | Posição pico na tabela | Álbum             |
| ---------------------------------------------- | ---- | ---------------------- | ----------------- |
| Crystal Castle                                 | 2018 | —                      | Singles sem álbum |
| Trapstar                                       | 2018 | —                      | Singles sem álbum |
| Death Note (feat Fínix MG)                     | 2019 | 79                     | Singles sem álbum |
| Drip                                           | 2019 | 34                     | Singles sem álbum |
| GT3                                            | 2019 | 17                     | Singles sem álbum |
| Damn/Sky (com ProfJam)                         | 2020 | 18                     | Singles sem álbum |
| Rock                                           | 2022 | 68                     | Singles sem álbum |
| Hallywud                                       | 2022 | 27                     | Singles sem álbum |
| "—" denota um gravação que não chegou à tabela |      |                        |                   |

#### Como artista convidado
| Título                                                   | Ano  | Posição pico na tabela | Álbum             |
| -------------------------------------------------------- | ---- | ---------------------- | ----------------- |
| Tempo (FrankieOnTheGuitar com T-Rex, LON3R JOHNY, Bispo) | 2020 | 4                      | Singles sem álbum |
| Safe (Mizzy Miles com Lhast, LON3R JOHNY, 9 Miller)      | 2020 | 51                     | Singles sem álbum |
| Pluto (Lhast com LON3R JOHNY)                            | 2020 | 173                    | AMOR'FATI         |